# Elionor d'Anglaterra
|  | Per a altres significats, vegeu «Elionor d'Anglaterra (desambiguació)». |

Elionor d'Anglaterra o Elionor Plantagenet (Domfront, França, 1162 - Burgos, 1214) fou princesa d'Anglaterra i reina consort de Castella (1177-1214).

## Biografia
Va néixer el 13 d'octubre de 1162 al castell de Domfront, a la Normandia, França, i fou la segona filla d'Enric II d'Anglaterra i de la seva dona, Elionor d'Aquitània. Fou germanastra maternal de Maria de Xampanya i Alix de França, fills ambdós del primer matrimoni de la seva mare amb Lluís VII de França. Així mateix era germana d'Enric II el Jove, Matilde d'Anglaterra, Godofred II de Bretanya, Joana d'Anglaterra i dels reis Ricard I d'Anglaterra i Joan I d'Anglaterra. Va tenir un altre germà, Guillem (1153-1156), que no va sobreviure a la infantesa.
La major part de la infantesa d'Elionor va transcórrer entre Anglaterra i França i va residir permanentment durant dos anys a la cort de sa mare a Poitiers.

## Núpcies i descendents
El 1170 amb vuit anys la prometeren amb Alfons VIII de Castella, amb qui es casà el 21 de setembre de 1177 a la catedral de Burgos. Aquest matrimoni es realitzà per tal d'assegurar la frontera dels Pirineus. D'aquest matrimoni tingueren 11 fills:
- la infanta Berenguera de Castella (1180-1246), reina de Castella (1180-1246), casada el 1197 amb Alfons IX de Lleó
- l'infant Sanç de Castella (1181)
- la infanta Sança de Castella (1182-1184)
- la infanta Urraca de Castella (1186-1220), casada el 1206 amb Alfons II de Portugal
- la infanta Blanca de Castella (1188-1252), casada el 1200 amb Lluís VIII de França
- l'infant Ferran de Castella (1189-1211)
- la infanta Mafalda de Castella (1191-1204)
- l'infant Enric de Castella (1192)
- la infanta Elionor d'Anglaterra (1202-1244), casada el 1221 amb Jaume I el Conqueridor
- l'infant Enric I de Castella (1204-1217), rei de Castella
- la infanta Constança de Castella (?-1243), abadessa del monestir cistercenc de Las Huelgas, fundat pel seu pare

La seva filla Elionor, casada amb el comte-rei d'Aragó, fou la que heretà la influència política de la seva mare, regnant al costat del seu marit.
Elionor persuadí la seva filla Berenguera de casar-se amb el rei de Lleó en interès de la pau. Quan Alfons VIII de Castella va morir, Elionor estava tan enfonsada que no pogué presidir l'enterrament del seu marit. La seva filla Berenguera fou la que va presidir la cerimònia. Elionor llavors va caure malalta i morí el 31 d'octubre de 1214, tan sols vint-i-vuit dies després del seu marit, sent enterrada al Monestir de Las Huelgas, prop de Burgos.